# Paul Mathey
Paul Mathey (Parigi, 14 novembre 1844 – Parigi, 24 novembre 1929) è stato un pittore francese.

## Biografia
Paul Mathey era figlio di un restauratore di quadri e di mobili. Dopo i primi studi decise di dedicarsi alla pittura e per questo scelse di frequentare gli
atelier di artisti affermati, come Léon Cogniet, Isidore Pils e Alexis-Joseph Mazerolle, dai quali apprese soprattutto l'arte del ritratto. Mathey, infatti, divenne un ritrattista noto ed apprezzato. Il suo stile è pacato, molto preciso e, a suo modo, verista. Non risente più dell'accademismo,  ma neanche è influenzato dall'impressionismo o da altre correnti a lui contemporanee. La sua pittura è schietta e molto professionale.
Iniziò ad esporre nel 1868 al Salon di Parigi e più volte ottenne dei validi riconoscimenti: nel 1876 fu premiato con una medaglia di terza classe e nel 1885 fu gratificato da una medaglia di seconda classe. Vinse invece una medaglia d'oro all'Esposizione universale di Parigi del 1889. Nello stesso anno fu decorato con la Legion d'onore.
Paul Mathey morì a Parigi all'età di 85 anni.

## Opere
Elenco parziale dei lavori repertoriati.

### Quadri
- Enfant et femme dans un intérieur, Museo d'Orsay.
- Madame Fernande Mathey, femme de l'artiste, Museo d'Orsay.
- Pierre Mathey, père de l'artiste, Museo d'Orsay.
- Félicien Rops dans son atelier, Museo de l'Histoire de France, Versailles.
- René de Saint-Marceaux, Museo de l'Histoire de France Versailles.
- Un pré - baie de Concarneau, Museo d'Arte moderna "André Malraux", Le Havre.
- Portrait du peintre Alfred Rubé, décorateur de l'Opéra, Museo di Belle arti di Brest[2][3].
- Portrait de M.me Paul Mathey , Museo di Belle arti di Brest[4].
- Portrait de M.lle Marthe Mathey au petit chien , Museo di Belle arti di Brest[5].
- Le mélomane, portrait du père de l'artiste , Museo di Belle arti di Brest[6].
- Portrait du frère Joseph , Museo di belle arti di Brest.

### Disegni
- Un album contenente circa cento schizzi. Dipartimento di arti grafiche del Museo del Louvre.
- Bord de mer, Museo di Évreux.

## Galleria d'immagini

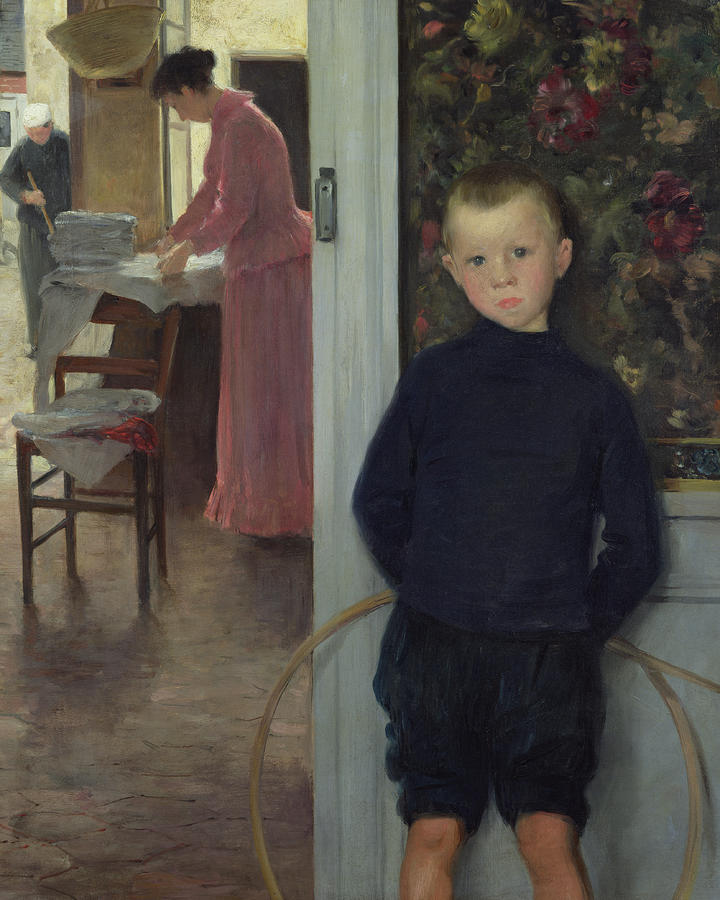
Donna e bambino in un interno
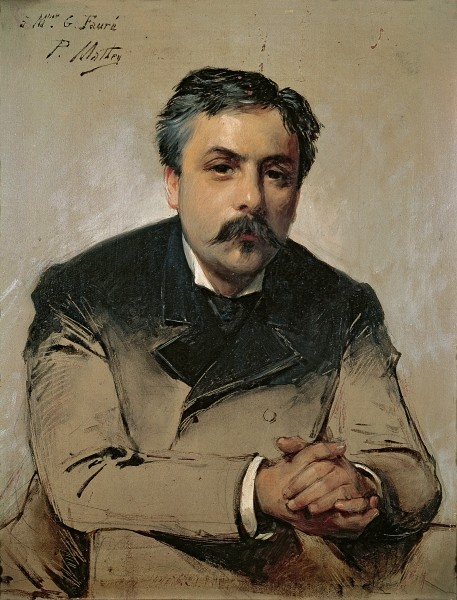
Gabriel Fauré
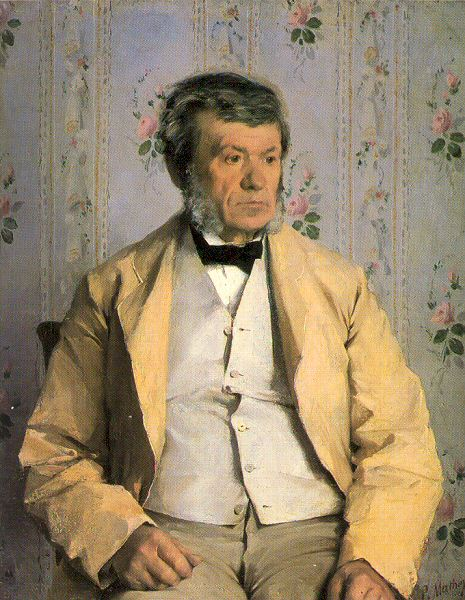
Pierre Mathey
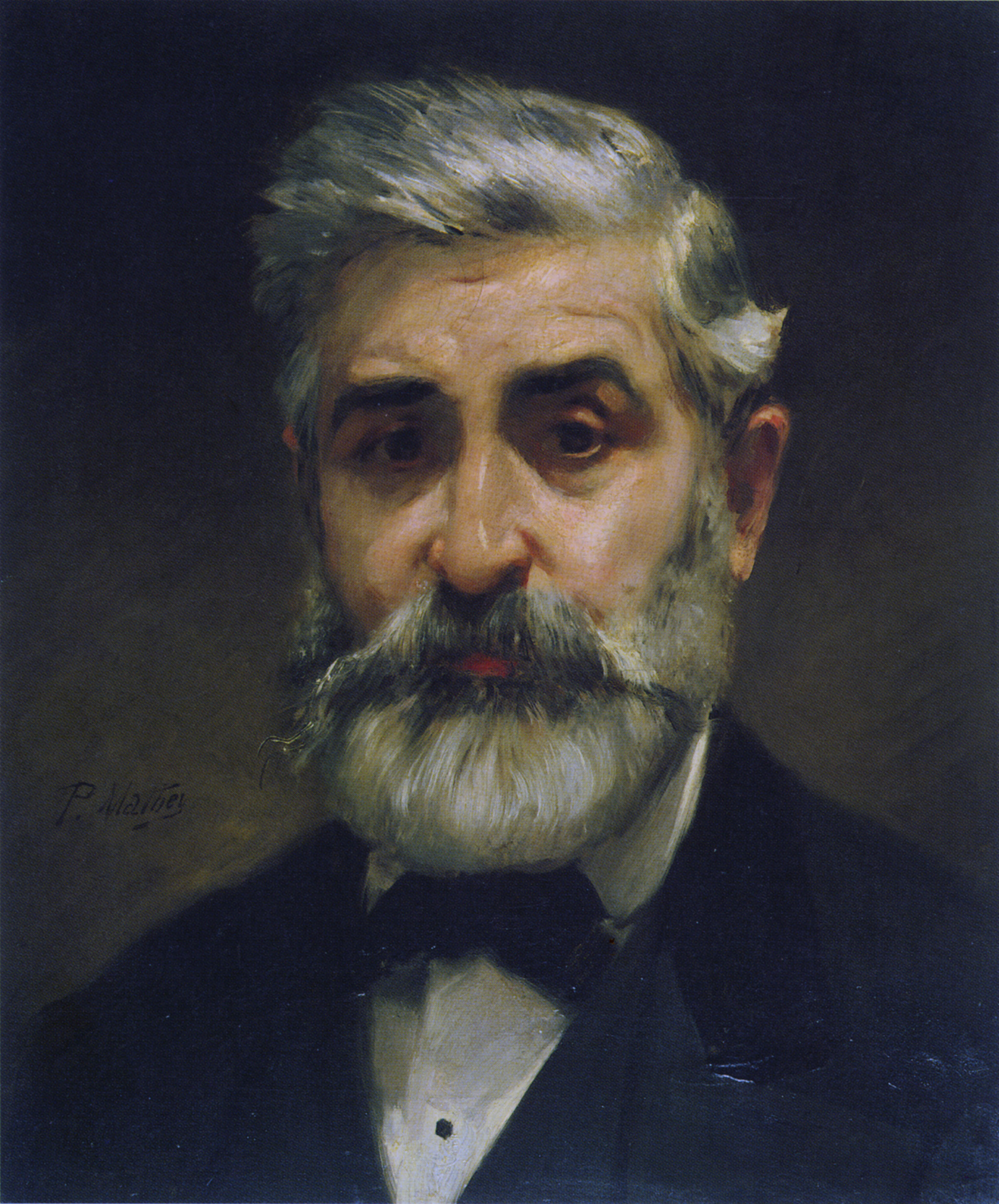
Philippe Chaperon
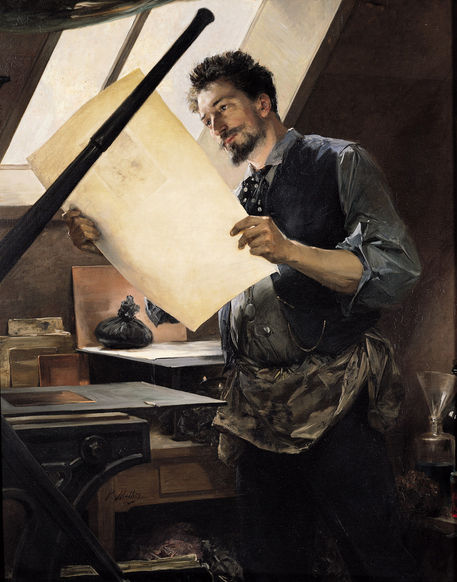
Félicien Rops nel suo studio